# Bernardo Ader
Bernardo Ader (n. 1845 en Aureilhan, Francia; f.  29 de marzo de 1918 en Buenos Aires, Argentina) fue un terrateniente argentino del siglo XIX, de origen vasco-francés que, partiendo desde Biarritz, llegó al Río de la Plata en la segunda mitad del siglo XIX. Contrajo matrimonio con Anita Bieckert, convirtiéndose en el cuñado del acaudalado barón Emilio Bieckert.

## Trayectoria

### Inmigración en Argentina
Partió de Europa rumbo a Argentina, dejando su tierra natal bajo los  conflictos socioeconómicos del mundo Vasco-Francés. Embarcado con pocos recursos,  se dirigió a las extensas y prometedoras tierras de Latin América. En Buenos Aires, más precisamente en las laderas de San Isidro encontró fortuna con sus emprendimientos. Ader comenzó a trabajar de carpintero y al tiempo puso su propia carpintería y tapicería. Pero con la compra y venta de tierras hizo rápidamente fortuna, se casó con Anita Bieckert y tuvieron cuatro hijos. Uno de ellos, Eduardo, presentaba tuberculosis intestinal, que a su vez contagió a su hermano Enrique, por lo que los médicos recomendaron, para su cura, el aire de campo. Siguiendo esta recomendación, en 1907 Ader y su familia se instalan en una chacra en el partido de Vicente López que Emilio Bieckert le había regalado a Anita (hija de Ader) con motivo de su casamiento. Esas tierras, que comprendían 300 hectáreas, se extendían desde las actuales Avenida Bernardo Ader hasta pasando Primera Junta (dentro del partido de San Martín) y desde Montes de Oca hasta pasando Parana (dentro del partido de San Isidro).
Pronto refaccionó y amplió la casa y en 1916 decidió construir una torre mirador en honor a sus hijos fallecidos y como agradecimiento a la Argentina. Les encargó el diseño a los arquitectos Artaza y Marino, y una vez obtenido el permiso municipal para construirlo, se colocó la piedra fundamental el 1 de abril de 1917, fue denominada "Torre de la Independencia", y luego conocida simplemente como Torre Ader, en honor a su creador.

### Su Legado

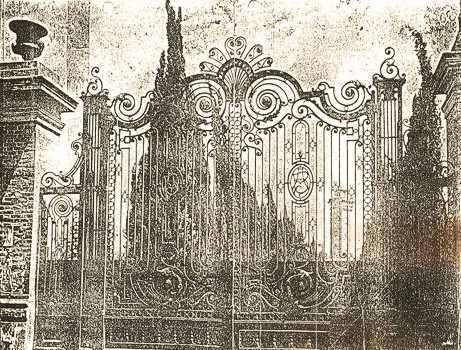
Portón de la quinta de Bernardo Ader, circa 1930. Detrás, a la derecha, se ve la silueta de la Torre.

La quinta de Ader abarcaba una amplia zona de las actuales localidades de Carapachay y Villa Adelina, y tenía varios portones de acceso. Uno de estos portones, que aún existe, es de fabricación francesa de fines del siglo XIX y fue importado junto con otros elementos que se utilizaron para la construcción del casco de la quinta, y la torre, en los primeros años del siglo XX. Este portón mide 7,20 m de ancho por 5,60 m de alto, con un peso cercano a las 5 toneladas. Es de acero al carbono forjado y remachado a mano, y está compuesto por dos grandes hojas centrales, dos columnas de acero y puertas de acceso a ambos lados. Está decorado con representaciones de hojas y flores, y monogramas con las iniciales del propietario de la quinta, Bernardo Ader.